# Pau Padró i Cañellas
Pau Padró i Cañellas (el Vendrell, Baix Penedès 1891 – Prada de Conflent, 1950) fou un sindicalista i polític català, diputat a les Corts Espanyoles durant la Segona República.

## Biografia
Treballava de pagès i fou un dels organitzadors de la Federació Comarcal Agrícola del Baix Penedès, adherida a la Federació Nacional d'Obrers Agricultors d'Espanya, de la qual fou president el 1918. Fou empresonat l'octubre de 1919 després d'un atemptat contra el president de l'Associació de Propietaris d'El Vendrell, Joan Nin i Porta. Tornà a ser empresonat entre 1921-1922 sota la repressió sindical del Severiano Martínez Anido. El 25 de maig de 1922 va patir un atemptat per part del Sindicat Lliure. L'any 1931 s'adherí al Bloc Obrer i Camperol i després a la Unió de Rabassaires de la que en fou elegit president el 1932.
L'any 1932 les colles castelleres del Vendrell no participaren en el I Concurs de castells de Tarragona en protesta per l'empresonament de Pau Padró.
A les eleccions del 16 de febrer de 1936 fou elegit diputat a Corts pel Front d'Esquerres. Durant la guerra civil espanyola va ser president del Consell d'Agricultura de la Generalitat de Catalunya. El 1946 formà part del govern de la Generalitat a l'exili.